# Малый (Миллеровский район)
Малый — исчезнувший хутор в Миллеровском районе Ростовской области.

## История
С ноября 1924 года — в составе Туриловского сельсовета. По данным Всесоюзной переписи населения 1926 года — в Донецком округе Мальчевско-Полненского района Северо-Кавказского края РСФСР.

## Население
По данным Всесоюзной переписи населения 1926 года — население — 6 человек (2 мужчины и 4 женщины); все жители — украинцы

## Инфраструктура
В 1926 году зафиксировано личное подсобное хозяйство (2 двора).